# Friedrich von Löwis of Menar
Friedrich von Löwis of Menar (rusko Фёдор Фёдорович Левиз), ruski general škotskega rodu, * 1767, † 1824.
Bil je eden izmed pomembnejših generalov, ki so se borili med Napoleonovo invazijo na Rusijo; posledično je bil njegov portret dodan v Vojaško galerijo Zimskega dvorca.

## Življenje
Rodil se je v plemiški družini škotskega rodu v Estoniji, ki se je v Ruski imperij preselila v času Petra Velikega.
Decembra 1772 je vstopil v Moskovski karabinjerski polk in 10. novembra 1773 je bil premeščen v Kazanski kurasirski polk. Njegova aktivna služba se je pričela leta 1782, ko se je kot poročnik pridružil Kokšolmnskemu pehotnemu polku. Sodeloval je v bojih proti Švedom (1788-89) in bil povišan v stotnika. Po vojni je bil premeščen v Polotsk, kjer je postal poveljnik grenadirskega bataljona. V letih 1792-94 se je boril proti Poljakom.
Leta 1795 je bil dodeljen Riškemu karabinjerskemu polku; leta 1799 je bil povišan v polkovnika in postal poveljnik polka. Istega leta je bil povišan še v generalmajorja in postal je poveljnik Kazanskega kurasirskega polka, ki je bil pozneje preimenovan v Lowisov kurasirski polk. Avgusta 1800 se je upokojil; a je bil že 19. decembra istega leta reaktiviran kot poveljnik Carskega kurasirskega polka. Dve leti pozneje se je poškodoval med ježe in se 15. novembra 1802 ponovno upokojil.
Septembra 1805 je bil ponovno reaktiviran; 27. novembra istega leta je postal poveljnik Jaroslavlskega mušketirskega polka. S polkom je sodeloval v bitki pri Austerlitzu.
24. decembra 1807 je bil povišan v generalporočnika in imenovan za poveljnika 10. pehotne divizije. Z njo se je leta 1809 udeležil bojev proti Avstrijcem. Februarja 1810 je bil dodeljen moldavijski armadi. 11. junija 1811 se je ponovno upokojil zaradi zdravstvenih težav.
Leta 1812 ga je Aleksander I. Ruski prosil, da se vrne v vojaško službo in tako je bil 13. julija dodeljen Essenškemu korpusu v Rigi. Naslednje leto je oblegal Gdansk.
Potem je postal poveljnik 25. pehotne divizije, ki je bila nastanjena na Poljskem. 14. oktobra 1814 se je dokončno upokojil iz vojaške službe.